# Brasiliens herrlandslag i handboll
Brasiliens handbollslandslag representerar Brasilien i handboll på herrsidan. Brasilien har deltagit i samtliga VM-slutspel sedan 1995.

## Meriter
- Laget har deltagit i VM-slutspelen 1958, 1995, 1997, 1999, 2001, 2003, 2005, 2007, 2009, 2011, 2013, 2015, 2017, 2019, 2021 och 2023